# Roberto II de Borgoña
Roberto II de Borgoña (¿?, 1248-Vernon-sur-Seine, 1306), noble francés y duque de Borgoña desde 1272 hasta su muerte.

## Orígenes familiares
Nació en 1248 siendo el cuarto hijo varón del duque Hugo IV y de su primera esposa Yolanda de Dreux, duquesa de Borgoña. Era nieto por línea paterna de Eudes III y Alicia de Lorena.

## Nupcias y descendientes
Se casó en 1279 con la princesa Inés de Francia, hija de san Luis IX y Margarita de Provenza. De esta unión nacieron:
- Juan de Borgoña (1279-1283)
- Hugo de Borgoña, (1282-1315) Duque de Borgoña.[3]
- Margarita de Borgoña (1285).
- Blanca de Borgoña (1288-1348), condesa de Saboya con su marido Eduardo I
- Margarita de Borgoña (1290-1315), Reina Consorte de Navarra y después de Francia por su matrimonio con Luis X el Obstinado.[4]
- Juana de Borgoña (1290-1348), Reina Consorte de Francia por su matrimonio con Felipe VI de Francia.[3]
- Eudes de Borgoña (1295-1350), Duque de Borgoña y después Conde de Borgoña.[4]
- María de Borgoña (1298-?), condesa de Bar por matrimonio.[5]
- Luis de Borgoña, Rey de Tesalónica (1297-1316).[3]
- Roberto de Borgoña, Conde de Turena (1302-1334)

Roberto II murió el 21 de marzo de 1306 en Vernon-sur-Seine, y fue enterrado en Citeaux.
| Predecesor: Hugo IV | Duque de Borgoña 1272-1306 | Sucesor: Hugo V |